# Монтуайо
Монтуайо́ (фр. Montoillot) — коммуна во Франции, находится в регионе Бургундия. Департамент коммуны — Кот-д’Ор. Входит в состав кантона Сомбернон. Округ коммуны — Дижон.
Код INSEE коммуны — 21439.

## Население
Население коммуны на 2010 год составляло 72 человека.
| 1962 | 1968 | 1975 | 1982 | 1990 | 1999 | 2010 |
| ---- | ---- | ---- | ---- | ---- | ---- | ---- |
| 81   | 68   | 49   | 45   | 59   | 64   | 72   |

## Экономика
В 2010 году среди 51 человека трудоспособного возраста (15—64 лет) 35 были экономически активными, 16 — неактивными (показатель активности — 68,6 %, в 1999 году было 82,4 %). Из 35 активных жителей работали 30 человек (14 мужчин и 16 женщин), безработных было 5 (3 мужчин и 2 женщины). Среди 16 неактивных 6 человек были учениками или студентами, 9 — пенсионерами, 1 был неактивным по другим причинам.